# 1849
Évszázadok: 18. század – 19. század – 20. század
Évtizedek: 1790-es évek – 1800-as évek – 1810-es évek – 1820-as évek – 1830-as évek – 1840-es évek – 1850-es évek – 1860-as évek – 1870-es évek – 1880-as évek – 1890-es évek
Évek: 1844 – 1845 – 1846 – 1847 –  1848 – 1849 – 1850 – 1851 – 1852 – 1853 – 1854

## Események
- január 2. – Kossuth Lajos kormánya Pestről Debrecenbe költözik.
- január 3. – Windisch-Grätz bicskei táborában érkezik Batthyány Lajos gróf béketárgyalásra. A császári fővezér, mint magánszemélyeket elfogatja Batthyány Lajost és küldöttségének többi tagját.
- január 8. – A román felkelők elpusztítják Nagyenyedet, mintegy 1000 magyar lakost mészárolnak le.[1]
- január 13. – A császári hadak megszállják Szolnok városát.
- január 15. – Pápán az osztrák hatóságok rögtönítélettel kivégzik a Mednyánszky Sándor őrnagy vezette gerillacsapat két, foglyul ejtett tagját, Rédl Antalt és Szalay Gábort.[2]
- január 18. – Hivatalosan megalapították Tampát 185 lakossal.
- február 2. – Rómában kikiáltják a köztársaságot.[3]
- február 5. – Guyon Richárd a branyiszkói ütközetben legyőzi Franz Deym csapatait.
- február 18. – Firenzében kikiáltják a köztársaságot.[3]
- február 26–27. – A kápolnai ütközet.[4]
- március 4. – Ferenc József császár kiadja az olmützi manifesztumot,[5] amelyben egyebek közt megszünteti a Magyar Királyság alkotmányát, továbbá elkülöníti az országtól Erdélyt és Horvátországot, valamint a Délvidéken egy új szerb Vajdaságot állít fel. Szóba került többször is ez az olmützi manifesztum később, az első világháborút lezáró béketárgyalások során, a területi felosztások kérdésénél.
- március 21–23. – Az osztrák hadak élén álló Joseph Wenzel Radetzky döntő győzelmet arat Károly Albert szárd–piemonti király egyesített olasz hadai felett, a mortarai, majd a novara ütközetben. A vereség miatt Károly Albert lemond trónjáról fiának, II. Viktor Emánuel trónörökösnek javára. Ő maga külföldre emigrál.
- április 3. – A német nemzetgyűlés felkínálja IV. Frigyes Vilmos porosz királynak a német császári címet, de ő nem fogadja el.[6]
- április 6. – A tavaszi hadjárat legnagyobb magyar győzelme, az isaszegi csata.[7]
- április 14. – Debrecenben az országgyűlés határozatot fogad el a függetlenségi nyilatkozat kiadásáról és a Habsburg-ház trónfosztásáról. Ezután Kossuth Lajost kormányzó-elnökké választják.[5]
- április 19. – A nagysallói ütközetben Görgey Artúr csapataival győzelmet arat Ludwig von Wohlgemuth altábornagy császári csapatai felett.[7]
- május 1. – I. Ferenc József levélben segítséget kér I. Miklós orosz cártól a magyar szabadságharc leveréséhez.[8]
- május 2. – Kossuth Lajos kinevezi a Szemere Bertalan által vezetett új kormányt.[9]
- május 21. – A honvédsereg visszafoglalja Budát.[7]
- május 25. – Az osztrák csapatok bevonulnak Firenzébe.[10]
- május 26. – Dzsombe Szudi királynőt (szultánát) Mohéli (Comore-szigetek) székhelyén, Fomboniban megkoronázzák.
- május 30. – Julius Jacob von Haynaut nevezik ki a Magyarországon harcoló osztrák haderők főparancsnokává, Ludwig von Welden helyére.[2]
- június 5. – Kossuth Lajos és a kormány Debrecenből Pestre helyezi vissza székhelyét.[5]
- június 11. – Újra létrejön egy egészségügyi igazgatást koordináló minisztériumi osztály (a kolerajárvány elleni védekezés jegyében), azzal a különbséggel, hogy ezt ezúttal a belügyminisztérium alá rendelték, Bugát Pál osztályigazgató vezetésével.[11]
- június 15–18. – Az orosz cári fősereg bevonul Magyarországra.[11]
- június 16. – Zsigárdnál ütközetet vív a honvédsereg a császáriakkal.
- június 18. – A württembergi hadsereg szétkergeti az időközben megfogyatkozott lérszámű német parlamentet.[6]
- június 22. – Haynau elrendeli a csendőrség felállítását Magyarországon.
- július 2. – Az osztrák császári-királyi seregek támadást indítanak a Komáromban állomásozó magyar főerők ellen.[12]
- július 3. – A francia csapatok bevonulnak Rómába.[10]
- július 11. – Az osztrákok elfoglalják Pest-Budát.[13]
- július 14. – Kossuth Lajos és Nicolae Bălcescu aláírja a magyar-román kibékülési tervezetet.[14]
- július 15. – A Görgei vezette I., III. és VII. magyar hadtest Vác mellett sikeresen veszi fel a harcot az orosz Paszkevics elővédjével.[12]
- július 28.
  - A szegedi országgyűlés kimondja a zsidók egyenjogúsítását.[15]
  - A magyar képviselőház  elfogadja a nemzetiségi törvényt, amely biztosítja a szabad nyelvhasználatot a nemzetiségi iskolákban, az egyházakban, a községi életben, a közigazgatásban és a bíróságokon.[16]
- július 31. – A segesvári csatában a Bem tábornok vezette magyar csapatok vereséget szenvednek az orosz hadseregtől.[13]
- augusztus 9. – A temesvári csatában a Bem tábornok vezette magyar csapatok teljes vereséget szenvedett és felbomlott.[13]
- augusztus 10. – A minisztertanács határozata alapján felajánlják a magyar trónt a cári család valamely tagjának, de az oroszok nem fogadják el az ajánlatot.[13]
- augusztus 13. – A Görgei Artúr vezette magyar honvéd hadsereg Világosnál leteszi a fegyvert az orosz cári erők előtt.[17]
- augusztus 15. – A Dyck vezérőrnagy vezette orosz csapatok elfoglalják Tordát.[18]
- augusztus 20. – Osztrák csapatok szállják meg – az öt nappal korábban oroszok által elfoglalt – Torda városát.[18]
- augusztus 22. – Aradon, a rögtönítélő eljárást követően kivégzik Ormai Norbert ezredest, a honvéd vadászezredek szervezőjét és főfelügyelőjét.[2]
- augusztus 24. – Az osztrák csapatok beveszik a Velencei Ideiglenes Kormány székhelyét, Velencét.[19]
- augusztus 30. – Batthyány Lajost a császári-királyi hadbíróság – egyhangú döntéssel – teljes vagyonelkobzásra és kötél általi halálra ítéli. (A hadbíró viszont még ezen a napon egy jól megindokolt kegyelmi kérvényt terjesztett elő, amelyet a hadbíróság – hasonlóan a halálos ítélethez – egyöntetűen támogatott.)[2]
- szeptember 7. – Pétervárad kapitulál.[17]
- szeptember 27. – Komárom védői amnesztia és szabad elvonulás fejében átadják a várat.[17]
- szeptember 29. – Megjelenik az első sztenderd sakk-készlet, a máig használt Staunton sakk-készlet.
- október 6.
  - Pesten kivégzik gróf Batthyány Lajost, az első független, felelős magyar kormány miniszterelnökét.[2]
  - Aradon kivégzik a honvéd sereg tizenkét tábornokát és egy ezredesét, az aradi vértanúkat.[2]
- október 10. – Pesten kivégzik Csány László és Jeszenák János kormánybiztosokat.[2]
- október 20. – Az osztrák hatóságok Pesten felakasztják a lengyel Mieczysław Woroniecki alezredest, honfitársát, Karol d’Abancourt századost, valamint a német légió parancsnokát, Peter Giron alezredest.[2]
- október 24. – Perényi Zsigmondot, a felsőház elnökét, illetve Szacsvay Imrét, a képviselőház jegyzőjét Pesten kivégzik. (Vesztüket alapvetően az okozta, hogy mindkettejük aláírása szerepelt a függetlenségi nyilatkozaton.)[2]
- október 25. – Aradon kivégzik Kazinczy Lajos honvéd ezredest, az író és nyelvújító Kazinczy Ferenc fiát. (Az ezredes egy északkelet-magyarországi hadosztály és az észak-erdélyi csapatok maradványainak parancsnokaként augusztus 24–25-én, Zsibónál adta meg magát az oroszoknak.)[2]
- november 21. – Átadják a Széchenyi lánchidat.[5]

## Az év témái

### 1849 az irodalomban
- november 15. – Megjelenik a szabadságharc bukása utáni első irodalmi lap, a Hölgyfutár.[20]

### 1849 a tudományban
- Ettől az évtől a Füvészkert a korábban a Festetics család józsefvárosi birtokát képező területen kezdi meg a mai napig is tartó működését.

## Születések
- január 12. – Jean Béraud francia impresszionista festő († 1935)
- január 15. – Darányi Ignác, jogász, agrárpolitikus, nagybirtokos, miniszter († 1927)
- január 22. – August Strindberg, svéd író († 1912)
- február 2. – Hviezdoslav, szlovák költő († 1921)
- március 19. – Baditz Ottó festőművész († 1936)
- április 24. – Joseph Gallieni francia tábornok, 1914-ben a Párizst védelmező francia seregek parancsnoka († 1916)
- május 23. – Khuen-Héderváry Károly, politikus, miniszterelnök, horvát bán († 1918)
- május 30. – Fabinyi Rudolf magyar vegyész, tudományszervező († 1920)
- július 19. – Ferdinand Brunetière francia író, kritikus, irodalomtörténész († 1906)
- július 23. – Zicsi és vásonkői gróf Zichy Géza, magyar író, drámaíró, zeneszerző, zongoraművész, belső titkos tanácsos, császári és királyi kamarás, főrendiházi tag († 1924)
- július 25. – Richard Lydekker, angol zoológus, geológus és természetről író († 1915)
- szeptember 2. – Alexander von Krobatin Fiai is a katonai pályára léptek († 1881)
- szeptember 14. – Ivan Petrovics Pavlov Nobel-díjas orosz orvos, fiziológus († 1936)
- október 9. – Jekelfalussy József statisztikus, közgazdász, az MTA tagja († 1901)
- november 4. – Lóczy Lajos geográfus, földrajztudós, egyetemi tanár, az MTA tagja († 1920)
- november 28. – Gozsdu Elek (Emanuel Gojdu) magyar író, ügyvéd, királyi főügyész († 1919)
- november 29. – Sir John Ambrose Fleming brit fizikus († 1945)
- december 16. – Kőnig Gyula magyar matematikus, az MTA tagja († 1913)

## Halálozások
- január 21. – Zabolai Mikes Kelemen, honvéd ezredes (* 1820)
- január 25. – Elias Parish Alvars angol zeneszerző, hárfaművész (* 1808)
- március 5. – Giuseppe Paganini honvéd tüzérszázados, a kaponyai ütközet hőse (* 1804)
- április 11. – Bárány Ágoston, ügyvéd, levéltáros, az MTA levelező tagja (* 1798)
- április 11. – Christian Götz, császári és királyi vezérőrnagy (* 1783)
- május 11. – Juliette Récamier, a "Direktórium szellemének és csodájának asszonya" (* 1777)
- június 5. – Mednyánszky László, honvéd őrnagy, az 1848–49-es forradalom és szabadságharc vértanúja (* 1819)
- június 5. – Bay György királyi tanácsos, hétszemélynök és alnádor (* 1792)
- június 13. – Franz Wyss, császári és királyi vezérőrnagy (* 1796)
- július 2. – Gábor Áron, ágyúöntő és tüzértiszt (* 1814)
- július 6. – Szórád Márton magyar csizmadia, dunapentelei parasztfelkelő (* 1797)
- július 13. – Vasvári Pál, A „márciusi ifjak” egyike (* 1827)
- július 30. – Répásy Mihály, honvéd tábornok (* 1800)
- július 31. – Petőfi Sándor, magyar költő, forradalmár, nemzeti hős eltünt (* 1823)
- július 31. – Zeyk Domokos, honvéd százados (* 1816)
- augusztus 3. – Vidos József, nemzetőr parancsnok, kormánybiztos (* 1805)
- augusztus 22. – Ormai Norbert, honvéd ezredes, az 1848–49-es szabadságharc vértanúja (* 1813)
- augusztus 23. – Maderspach Károly, kohómérnök (* 1791)
- augusztus 25. – Murmann Sámuel az 1848–49-es forradalom és szabadságharc soproni mártírja, a líceumi zászlóalj parancsnoka (* 1817)
- szeptember 5. – Streith Miklós plébános, 1848–49-es vértanú (* 1800 k.)
- szeptember 9. – Georg Rukavina, császári és királyi táborszernagy (* 1777)
- szeptember 10. – Lederer Ignác, császári és királyi tábornagy (* 1769)
- október 6. – Batthyány Lajos, Magyarország első alkotmányos miniszterelnöke (* 1807)
- október 6. – Aulich Lajos, honvéd tábornok, hadügyminiszter, az aradi vértanúk egyike (* 1793)
- október 6. – Damjanich János, honvéd tábornok (* 1804)
- október 6. – Kiss Ernő, honvéd altábornagy, az aradi vértanúk egyike (* 1799)
- október 6. – Lahner György, honvéd tábornok, az aradi vértanúk egyike (* 1795)
- október 6. – Leiningen-Westerburg Károly, honvéd tábornok, az aradi vértanúk egyike (* 1819)
- október 6. – Lázár Vilmos, honvéd ezredes, az aradi vértanúk egyike (* 1817)
- október 6. – Schweidel József, honvéd tábornok, az aradi vértanúk egyike (* 1796)
- október 6. – Dessewffy Arisztid, honvédtábornok, az aradi vértanúk egyike (* 1802)
- október 6. – Knezić Károly honvédtábornok, az aradi vértanúk egyike (* 1808)
- október 6. – Nagysándor József honvédtábornok, az aradi vértanúk egyike (* 1804)
- október 6. – Poeltenberg Ernő honvédtábornok, az aradi vértanúk egyike (* 1813)
- október 6. – Török Ignác honvédtábornok, az aradi vértanúk egyike (* 1795)
- október 6. – Vécsey Károly honvédtábornok, az aradi vértanúk egyike (* 1807)
- október 8. – Gonzeczky János tábori lelkész, az 1848–49-es forradalom és szabadságharc vértanúja
- október 10. – Csány László, politikus, miniszter (* 1790)
- október 10. – Jeszenák János politikus, kormánybiztos az 1848–49-es szabadságharc vértanúja (* 1800)
- október 17. – Frédéric Chopin, lengyel zeneszerző (* 1810)
- október 20. – Peter Giron, honvéd ezredes, a magyarországi német légió parancsnoka, az 1848–49-es szabadságharc vértanúja (* 1809) (* 1798)
- október 20. – Mieczysław Woroniecki lengyel herceg, katona, a magyarok oldalán az 1848–49-es szabadságharc vértanúja (* 1825)
- október 24. – Csernus Menyhért, minisztériumi tisztviselő, az 1848–49-es szabadságharc vértanúja (* 1808)
- október 24. – Perényi Zsigmond a főrendiház másodelnöke, az 1848–49-es szabadságharc vértanúja (* 1783)
- október 24. – Szacsvay Imre, ügyvéd, politikus, az 1848–49-es szabadságharc vértanúja (* 1818)
- október 25. – Kazinczy Lajos, honvéd ezredes, aradi vértanú (* 1820)
- november 26. – Julius Eduard Hitzig, német kriminalista, jogász, író (* 1780)
- december 20. – William Miller adventista prédikátor (* 1782)